# 1772 na ciência

## Eventos
- Isolamento do elemento químico Nitrogênio.[1]
- Observação ou predição do elemento químico Bário[2]

## Nascimentos
| Data | Nome | Profissão | Nacionalidade | Observações | Ref |
| ---- | ---- | --------- | ------------- | ----------- | --- |

## Mortes
| Data | Nome | Profissão | Nacionalidade | Observações | Ref |
| ---- | ---- | --------- | ------------- | ----------- | --- |

## Prémios
Medalha Copley
- Joseph Priestley[3]